# Regina Kordová
Regina Kordová, rozená Rajchrtová, (* 5. února 1968 Havlíčkův Brod) je bývalá československá profesionální tenistka. Na turnajích WTA Tour vyhrála jeden deblový turnaj, když s Ivou Budařovou ovládla Estoril Open 1989. V rámci okruhu ITF získala dva tituly ve dvouhře a tři ve čtyřhře.
Na žebříčku WTA byla ve dvouhře nejvýše klasifikována v dubnu 1991 na 26. místě a ve čtyřhře v srpnu 1990 na 45. místě.
V československém fedcupovém týmu debutovala v roce 1987 vancouverským 2. kolem Světové skupiny proti Jugoslávii, v němž vyhrála s Janou Novotnou čtyřhru. Československé hráčky zvítězily 3:0 na zápasy. Poslední duel odehrála v nottinghamském světovém semifinále 1991 proti Spojeným státům, kde s Evou Švíglerovou odešly poraženy od páru Gigi Fernándezová a Zina Garrisonová. Američanky postoupily do finále výsledkem 3:0 na zápasy. Mezi lety 1987–1991 v soutěži nastoupila k osmi mezistátním utkáním s bilancí 2–1 ve dvouhře a 3–5 ve čtyřhře.
Československo reprezentovala na Letních olympijských hrách 1988 v Soulu, kde se tenis vrátil do rodiny olympijských sportů. V úvodním kole ženské dvouhry podlehla sovětské hráčce Leile Meschiové po dvousetovém průběhu.

## Soukromý život
V roce 1992 se vdala za tenistu Petra Kordu, pozdější světovou dvojku a šampiona z Australian Open 1998. Pár se usídlil ve floridském Bradentonu, v sousedství Ivana Lendla. Do manželství se na Floridě narodily tři děti, golfistky Jessica Regina Kordová (nar. 1993) a olympijská vítězka Nelly Kordová (nar. 1998) a poté tenista Sebastian Korda (nar. 2000).

## Tenisová kariéra
Celou tenisovou kariéru odehrála pod rodným jménem Regina Rajchrtová.
Debut v hlavní soutěži nejvyšší grandslamové kategorie zaznamenala v ženském singlu French Open 1987 po zvládnuté tříkolové kvalifikaci, v jejímž závěru přehrála nejvýše nasazenou Brazilku Giselu Mirovou. V úvodním kole pařížské dvouhry však nenašla recept na Američanku Terry Phelpsovou, přestože jí ve druhé sadě uštědřila „kanára“. Jednalo se zároveň o její premiéru v hlavní soutěži okruhu WTA Tour. Ve čtyřhře French Open 1987 došla s Polkou Iwonou Kuczyńskou do druhého kola. První zápas dvouhry pak vyhrála na srpnovém Canada Masters 1987, když na úvod vyřadila jedenáctou nasazenou Američanku Lisu Bonderovou z konce první padesátky žebříčku.
Do premiérového finále na túře WTA se probojovala ve čtyřhře úvodního ročníku Estoril Open 1989. S Ivou Budařovou vytvořila třetí nasazenou dvojici. Ve finále porazily argentinsko-španělský pár Gabriela Castrová a Conchita Martínezová. Jediný přímý boj o singlový titul svedla na antukovém Clarins Open 1989 v Paříži. Ve čtvrtfinále zdolala nejvýše nasazenou Nathalii Tauziatovou, jíž patřila dvacátá druha příčka žebříčku. Po výhře nad Italkou Caverzasiovou však ve finále nestačila na její krajanku a světovou dvaatřicítku Sandru Cecchiniovou. K repríze duelu obě nastoupily o rok později, ve čtvrtfinále Clarins Open 1990. Cecchiniová z něho vyšla opět vítězně. Na grandslamu se v letech 1989 a 1991 probojovala do osmifinále US Open. V prvním případě získala jen dva gamy na světovou dvojku Martinu Navrátilovou. O dva roky později zvládla duel s jedenáctou ženou klasifikace Katerinou Malejevovou, než ji hladce vyřadila jugoslávská světová jednička Monika Selešová. V deblové sezóně 1991 postoupila s Andreou Strnadovou do třetího kola Wimbledonu a v páru s Evou Švíglerovou do semifinále WTA Austrian Open v Kitzbühelu.
V závěrečné kariérní sezóně 1992 zaznamenala singlovou bilanci 3–11, když sítem úvodních kol prošla jen na lednových Brisbane International, Australian Open a únorovém Austrian Indoor Championships v Linci. Na antukovém Rome Masters ji vyřadila světová šestnáctka Helena Suková a z French Open odjela po prohře s patnáctou ženou klasifikace Mary Pierceovou. Poslední turnaj pak odehrála ve Wimbledonu, kde podlehla Francouzce Julii Halardové-Decugisové.

## Finále na okruhu WTA Tour
| Legenda                         |
| ------------------------------- |
| D – dvouhra; Č – čtyřhra        |
| Grand Slam (0)                  |
| Turnaj mistryň (0)              |
| Tier I (0)                      |
| Tier II (0–1 Č)                 |
| Tier III, IV & V (0–1 D, 1–0 Č) |

### Dvouhra: 1 (0–1)
| Stav       | č. | datum         | turnaj         | kategorie | povrch | soupeřka ve finále | výsledek           |
| ---------- | -- | ------------- | -------------- | --------- | ------ | ------------------ | ------------------ |
| Finalistka | 1. | 18. září 1989 | Paříž, Francie | Tier V    | antuka | Sandra Cecchiniová | 6–4, 6–7(5–7), 6–1 |

### Čtyřhra: 2 (1–1)
| Stav       | č. | datum             | turnaj                       | kategorie | povrch | spoluhráčka         | soupeřky ve finále                           | výsledek      |
| ---------- | -- | ----------------- | ---------------------------- | --------- | ------ | ------------------- | -------------------------------------------- | ------------- |
| Vítězka    | 1. | 17. července 1989 | Estoril, Portugalsko         | Tier V    | antuka | Iva Budařová        | Gabriela Castrová Conchita Martínezová       | 6–2, 6–4      |
| Finalistka | 1. | 9. dubna 1990     | Amelia Island, Spojené státy | Tier II   | antuka | Andrea Temesváriová | Mercedes Pazová Arantxa Sánchezová Vicariová | 6–7(5–7), 4–6 |

## Finále na okruhu ITF
| Dotace turnajů okruhu ITF | Dotace turnajů okruhu ITF |
| ------------------------- | ------------------------- |
| 25 000 $ tournaments      |                           |
| 10 000 $ tournaments      |                           |

### Dvouhra: 5 (2–3)
| Stav       | č. | datum           | turnaj                  | povrch | soupeřka ve finále       | výsledek      |
| ---------- | -- | --------------- | ----------------------- | ------ | ------------------------ | ------------- |
| Vítězka    | 1. | 6. října 1986   | Mali Lošinj, Jugoslávie | tvrdý  | Heike Thomsová           | 6–2, 6–3      |
| Finalistka | 2. | 9. února 1987   | Reims, Francie          | antuka | Marie-Christine Damasová | 1–6, 6–2, 2–6 |
| Vítězka    | 3. | 16. února 1987  | Mald, Francie           | antuka | Ilse de Ruysscherová     | 6–1, 6–1      |
| Finalistka | 4. | 30. března 1987 | Limoges, Francie        | antuka | Nathalie Tauziatová      | 1–6, 6–2, 1–6 |
| Finalistka | 5. | 3. května 1987  | Taranto, Itálie         | antuka | Nataša Zverevová         | 6–7, 6–4, 3–6 |

### Čtyřhra: 6 (3–3)
| Stav       | č. | datum              | turnaj                       | povrch  | spoluhráčka     | soupeřky ve finále                  | výsledek      |
| ---------- | -- | ------------------ | ---------------------------- | ------- | --------------- | ----------------------------------- | ------------- |
| Vítězka    | 1. | 8. října 1984      | Sofie, Bulharsko             | antuka  | Alice Noháčová  | Regina Maršíková Renata Šašaková    | 6–2, 7–5      |
| Vítězka    | 2. | 28. října 1985     | Peterborough, Velká Británie | tvrdý   | Jana Novotná    | Claudia Porwiková Wiltrud Probstová | 5–7, 6–3, 6–4 |
| Finalistka | 3. | 18. listopadu 1985 | Cheshire, Velká Británie     | koberec | Jana Novotná    | Belinda Borneová Joy Taconová       | 2–6, 3–6      |
| Finalistka | 4. | 5. května 1986     | Bournemouth, Velká Británie  | tráva   | Petra Tesařová  | Natalja Jegorovová Nataša Zverevová | 1–6, 2–6      |
| Vítězka    | 5. | 1. prosince 1986   | Budapešť, Maďarsko           | antuka  | Jana Novotná    | Denisa Krajčovičová Radka Zrubáková | 6–1, 6–7, 6–3 |
| Finalistka | 6. | 9. února 1987      | Reims, Francie               | antuka  | Andrea Vopatová | Erika Smithová Reeka Szikszayová    | 4–6, 3–6      |

## Postavení na konečném žebříčku WTA

### Dvouhra
| Rok    | 1985 | 1986   | 1987  | 1988   | 1989  | 1990  | 1991  | 1992   |
| Pořadí | 285. | ▲ 234. | ▲ 89. | ▼ 194. | ▲ 40. | ▼ 54. | ▲ 39. | ▼ 211. |

### Čtyřhra
| Rok    | 1986 | 1987   | 1988   | 1989  | 1990  | 1991  | 1992   |
| Pořadí | 230. | ▲ 126. | ▼ 284. | ▲ 68. | ▲ 60. | ▼ 83. | ▼ 193. |